# カガヤン・デ・オロ
カガヤン・デ・オロ（Cagayan de Oro、略称 C.D.O. または C. de O 、セブアノ語：Dakbayan sa Cagayan de Oro、フィリピン語：Lungsod ng Cagayan de Oro）は、フィリピン・ミンダナオ島の北部にある港湾都市である。ミサミス・オリエンタル州の州都で、北ミンダナオ地方の中心都市でもある。面積は488.09平方km。2015年の国勢調査によれば、人口は675,950人とフィリピン有数。市民のホスピタリティから、「黄金の友情の街 (City of Golden Friendship) 」の異名もある。
カガヤン・デ・オロは農産物加工の中心都市で、デルモンテ社など食品や農園を手がける多国籍企業の拠点である。隣接するブキドノン州で採れたパイナップルはカガヤン・デ・オロのブゴ (Bugo) にあるデルモンテ社工場に送られ、フィリピン各地や全アジア・太平洋地域に輸出される。
またカガヤン・デ・オロは北ミンダナオ地方の教育の中心でもある。州立の総合大学や単科大学、各種専門学校が多数集中している。

## 地理
カガヤン・デ・オロは北緯8度29分、東経124度39分にある。東と南はブキドノン州に接し、西はミサミス・オリエンタル州のオポル (Opol) の町に、北の一部は同じくミサミス・オリエンタル州のタゴロアン (Tagoloan) の町に接している。北はマカハラー湾 (Macajalar Bay) に面し、その先はボホール海である。カガヤン川が市の中央部を貫いて海に注いでおり、市内には4つの大きな橋がかかっている。市内には80のバランガイがある。
カガヤン・デ・オロは台風の通り道からは外れているが、熱帯収束帯の低気圧の影響を受ける。
| カガヤン・デ・オロの気候 | カガヤン・デ・オロの気候 | カガヤン・デ・オロの気候 | カガヤン・デ・オロの気候 | カガヤン・デ・オロの気候 | カガヤン・デ・オロの気候 | カガヤン・デ・オロの気候 | カガヤン・デ・オロの気候 | カガヤン・デ・オロの気候 | カガヤン・デ・オロの気候 | カガヤン・デ・オロの気候 | カガヤン・デ・オロの気候 | カガヤン・デ・オロの気候 | カガヤン・デ・オロの気候 |
| 月                       | 1月                      | 2月                      | 3月                      | 4月                      | 5月                      | 6月                      | 7月                      | 8月                      | 9月                      | 10月                     | 11月                     | 12月                     | 年                       |
| ------------------------ | ------------------------ | ------------------------ | ------------------------ | ------------------------ | ------------------------ | ------------------------ | ------------------------ | ------------------------ | ------------------------ | ------------------------ | ------------------------ | ------------------------ | ------------------------ |
| 最高気温記録 °C （°F）   | 37 (99)                  | 38 (101)                 | 39 (102)                 | 39 (102)                 | 39 (102)                 | 39 (103)                 | 38 (100)                 | 38 (100)                 | 36 (97)                  | 37 (99)                  | 39 (102)                 | 37 (99)                  | 39 (103)                 |
| 平均最高気温 °C （°F）   | 30 (86)                  | 31 (87)                  | 31 (88)                  | 32 (90)                  | 33 (91)                  | 32 (90)                  | 32 (89)                  | 32 (90)                  | 32 (89)                  | 32 (89)                  | 31 (88)                  | 31 (87)                  | 32 (89)                  |
| 平均最低気温 °C （°F）   | 23 (74)                  | 23 (74)                  | 24 (75)                  | 25 (77)                  | 26 (78)                  | 25 (77)                  | 24 (76)                  | 24 (76)                  | 24 (76)                  | 24 (76)                  | 24 (76)                  | 24 (75)                  | 24 (76)                  |
| 最低気温記録 °C （°F）   | 18 (64)                  | 18 (64)                  | 19 (66)                  | 20 (68)                  | 22 (72)                  | 19 (66)                  | 18 (64)                  | 22 (71)                  | 22 (72)                  | 19 (66)                  | 20 (68)                  | 19 (66)                  | 18 (64)                  |
| 降水量 mm （inch）       | 116 (4.57)               | 69 (2.72)                | 52 (2.05)                | 41 (1.61)                | 97 (3.82)                | 208 (8.19)               | 207 (8.15)               | 208 (8.19)               | 226 (8.9)                | 176 (6.93)               | 138 (5.43)               | 90 (3.54)                | 1,628 (64.09)            |
| 雨量 mm （inch）         | 13 (0.51)                | 7 (0.28)                 | 13 (0.51)                | 24 (0.94)                | 129 (5.08)               | 287 (11.3)               | 354 (13.94)              | 474 (18.66)              | 401 (15.79)              | 182 (7.17)               | 114 (4.49)               | 63 (2.48)                | 2,061 (81.15)            |
| 平均降雨日数             | 10                       | 7                        | 6                        | 6                        | 8                        | 13                       | 14                       | 14                       | 15                       | 15                       | 11                       | 11                       | 130                      |
| 平均月間日照時間         | 239.6                    | 261.1                    | 332.8                    | 340.4                    | 348.6                    | 122.5                    | 298.3                    | 215                      | 201.1                    | 265.7                    | 160                      | 110.5                    | 2,895.6                  |
| 出典：Weatherbase        |                          |                          |                          |                          |                          |                          |                          |                          |                          |                          |                          |                          |                          |

## 交通
カガヤン・デ・オロはミンダナオ島の北の玄関口で国内の多くの都市からの交通が便利である。ルンビア空港 (Lumbia Airport) からはマニラ（1時間25分）やセブ市（1時間10分）への航空便が毎日飛んでいる。またラギンディンガン国際空港 (Laguindingan International Airport) の建設が進み、国際線が就航する北部ミンダナオの新たな玄関となる予定になっている。
海路では、マニラ、セブ市、イロイロ（パナイ島）、バコロド（ネグロス島）、ドゥマゲテ（同）、タグビララン（ボホール島）、ハグナ（同）、イリガン（ミンダナオ島）などフィリピン各島へ定期客船が出ている。
道路は、ダバオ市、ブトゥアン、スリガオなど島内の大都市や周囲の中小都市へ定期バスがある。

## 言語
セブアノ語（ビサヤ語）が市内では主に使われている。またフィリピン語や英語も良く通じる。

## 歴史
今日のカガヤン・デ・オロのある地域からは4万年前の遺跡が出土しており、古くから人の居住があった。当初はヒガオノン族 (Higaonon) など原始マレー民族が、後にはビサヤ人が到来した。
2000年前、市の南端、カガヤン川東岸の断崖にあるウルガ洞窟 (Huluga) の近隣に先住民が住んでいた。ここからは人骨のほか、彼らの使っていた装飾品やスプーンなどの道具、鉄の破片も出土している。13世紀ごろにミンダナオ島にイスラム教が伝わった後、カランバグハン（Kalambaguhan、現在のカガヤン・デ・オロ）は隣接するタゴロアン町にあったスルタン国の一部となった。カランバグハンは、カランバグハン川の岸に沿って住むブキドノン族 (Bukidnon) の小さな村だった。
17世紀、ミンダナオ島全土を支配したマギンダナオ王国のスルタン・クダラットはこの地を襲った。ブキドノン族の首長、ダトゥ・サランサン (Datu Salangsang) は人々をウルガの丘へと避難させた。1622年、フライ・アグスティン・デ・サン・ペドロ（Fray Agustin de San Pedro、Fray は修道士の称号）はダトゥ・サランサンに会いに行き、彼らを今日のガストン公園 (Gaston Park) の場所へ移住させた。マギンダナオ王国による再度の攻撃はアグスティン・デ・サン・ペドロによって撃退された。
ミンダナオ島はスペイン人によって二つの地域に分けられた。カガヤン・デ・ミサミス（Cagayan de Misamis、現在のカガヤン・デ・オロ）はその一つの中心地になった。米比戦争でのアメリカ軍の侵略、太平洋戦争での日本軍の侵略ではカガヤンの人々もよく戦ったが大きな被害を受けた。
1845年、石造りの教会が造られ、これが今日のサン・アグスティン・メトロポリタン大聖堂になった。ローマ教皇ピウス12世はカガヤン司教管区を昇格させ、ミンダナオ大司教管区を創設した。大聖堂は1945年、ミンダナオ島の戦いのさなか、この地を奪回したアメリカ軍の攻撃で破壊されたが、後に大司教ジェームズ・T・G・ヘイズ（James T.G. Hayes、カガヤン・デ・オロ最初の大司教）の尽力で再建された。
地元選出議員エマニュエル・ペラエスの努力で、カガヤン・デ・ミサミス町は1950年6月15日に市に昇格し、カガヤン・デ・オロと改名された。

## 見所

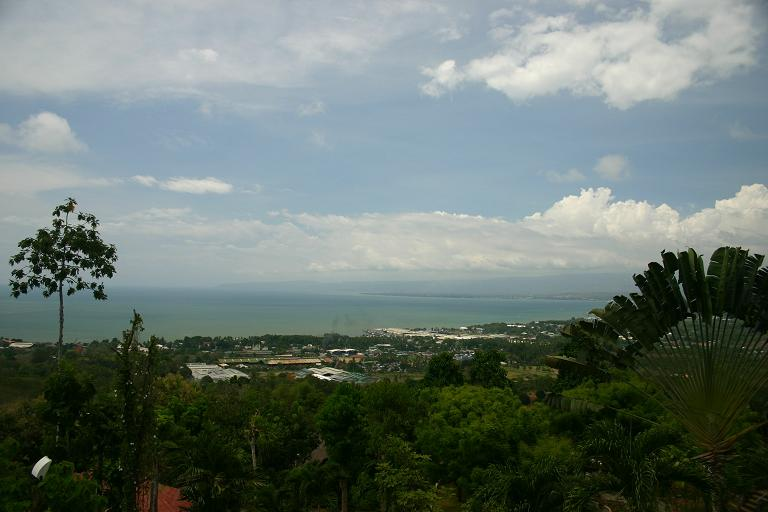
カガヤン・デ・オロ市内と湾の眺め

マカハンブス洞窟と渓谷 (Macahambus Cave & Gorge)
カガヤン川を見下ろす位置にある130フィート (40m) ほどの長さの洞窟。周囲の渓谷は濃い森林で大木があり、植物の種が多い。1900年、米比戦争の際に地元民とアメリカ軍の間で戦闘が行われた古戦場でもある。
ホワイトウォーター・ラフティング (Whitewater Rafting)
カガヤン川を下るラフティング・ツアー。2003年にアロヨ大統領も体験し、有名になった。2007年5月現在、ラフティング1日コースは、カガヤン市内への送迎を含めてP700。前日までにMr Romel "SPY" Atilano（cel. 0916-236-4776/英語）に電話またはSMS(text)で予約すると、当日朝8時頃ホテルに送迎がやってくる。
サン・アウグスティン・メトロポリタン大聖堂 (San Augustin Metropolitan Cathedral)
カガヤン・デ・オロ大司教の本拠。太平洋戦争で破壊され、1950年代に再建された。1世紀以上前のステンドグラスは崇敬を受けている。
ガストン公園 (Gaston Park)
大聖堂の向かいにある公園。噴水で有名で、日曜日には特に多くの人々が集まる憩いの場。
カタニコ滝 (Catanico Falls)
F.S.カタニコ (F.S. Catanico) バランガイにある渓流。大きな岩の間に、急流や階段状の滝や淵が連続している。
ラ・カスティージャ博物館 (La Castilla Museum)
フィリピンの家庭の伝来の宝物やアンティーク類を展示。リセオ・デ・カガヤン大学 (Liceo de Cagayan University) がロドルフォ・ペラエスとエルザ・ペラエス夫妻を記念して管理している。
マパワ自然公園 (Mapawa Nature Park)
乗馬、自転車、トレッキングに最適の場所。
ガーデンズ・オブ・マラサグ・エコツーリズムヴィレッジ (Gardens of Malasag Eco-Tourism Village)
マサラグ丘陵の、再植林された地にある。6ヘクタールの村は部族の伝統的な住宅が再現され、マカハラー湾の眺めもよい。
ヴィセンテ・デ・ララ公園 (Vicente de Lara Park)
州議事堂の前にあり、古いマホガニーの木が歩道を覆っている。かつてはマッカーサー公園といった。朝のジョギングに来る人が多い。
プラサ・ディヴィソリア (Plaza Divisoria)
町の大半を焼き払った大火の後、1900年代初頭に作られた防火帯 (divisoria) 。現在はホセ・リサールら国家的英雄や地元歴代市長などに捧げられた公園。金曜・土曜の晩は、ディヴィソリア地区にはナイト・カフェが立ち並び、多くの人々が繰り出してバーベキューやシーフードを食べ、音楽や酒を楽しみ、近くの夜市で買い物をする。
ボニファシオ公園 (Bonifacio Park)
プラサ・ディヴィソリア内の公園の一つ。1900年の米比戦争で亡くなったフィリピン兵らの遺体が記念碑の下に埋葬されている。
ムゼオ・デ・オロ (Museo de Oro)
セイビア大学 (Xavier University -Ateneo de Cagayan-) のキャンパスに位置する博物館。ウルガ洞窟の出土品や、ブキドノン族文化、マラナオ族文化を伝える品々が展示されている。
ウルガ洞窟 (Huluga Caves)
市の南端、カガヤン川東岸の断崖にある二つの洞窟。4世紀ごろの女性と子供の遺骨の破片が発見されている。なお、洞窟のあった場所は建設に異論の多かったペラエス橋の架橋によって大きく破壊された。橋の名は元副大統領エマヌエル・ペラエスにちなんだもので、皮肉なことに彼は文化・環境保護論者であった。
プエブロ・デ・オロ (Pueblo de Oro)
カガヤン川の上流にあるこの地区は高級住宅街・ビジネス街である。フィリピン各地に展開する大規模ショッピングモール、SMシティのカガヤン・デ・オロ店やホテル・コレスコ、18ホールあるプエブロ・ゴルフコース、コールセンターや情報産業の集積を図ったITパークがある。
リムケッカイ・センター (Limketkai Center)
カガヤン・デ・オロの繁華街にあり、多くのショッピングモールが位置する。センター内には喫茶店やバー、レストランの入るアーケードや、ホテル、コンベンション・センターが入居する。wifi（無線LAN）接続が用意されているが、使用できない事もある。ロビンソンでは日本食材もわずかながら販売されている。

## 姉妹都市
- Lawndale、アメリカ合衆国 1986年
- 台南市、中華民国 2005年
- ハルビン市、中華人民共和国 2007年
- ノーフォーク、アメリカ合衆国 2008年